# نظریه زد
نظریه زد یا تئوری Z (به انگلیسی: Theory Z)، یکی از تئوری‌های مدیریت است که در آن ویژگی‌های غالب سازمان‌های ژاپنی با ویژگی‌های سازمان‌های آمریکایی آمیخته شده‌است. تئوری زد با عنوان «تئوری مدیریت ژاپنی» نیز شناخته می‌شود.
این نظریه توسط ویلیام اوچی در سال ۱۹۸۱ ارائه شد.